# Rugby Europe Trophy 2019/2020
Rugby Europe Trophy – drugi poziom rozgrywek w ramach czwartego w historii sezonu Rugby Europe International Championships. W porównaniu z poprzednią edycją zdegradowane Czechy zastąpiła reprezentacja Ukrainy, natomiast miejsce reprezentacji Portugalii zajął spadkowicz z wyższej grupy, Niemcy.
W kwietniu 2020 roku rozgrywki zostały zawieszone z uwagi na pandemię COVID-19. Wówczas też postanowiono, że w sezonie 2020 wyłączona zostanie możliwość spadku z poziomu Trophy na poziom Conference. W lipcu tego samego roku podano do wiadomości szczegółowe ustalenia. W przypadku niestawiennictwa (niemożności uczestnictwa) jednej z drużyn, mecze miały zostać zweryfikowane jako walkower dla drużyny przeciwnej z wynikiem 25:0 (5 punktów meczowych). W przypadku niestawiennictwa obu drużyn mecz miano rozstrzygnąć jako remis (po dwa punkty meczowe dla każdej z drużyn). W związku z tym za walkower z winy Polski uznano mecz przeciwko Litwie, zaś jako spotkania bez rozstrzygnięcia zakwalifikowano mecze pomiędzy Szwajcarią i Holandią oraz pomiędzy Ukrainą i Szwajcaria. W wyniku tych ustaleń Holandia została sklasyfikowana na pierwszym miejscu. Ostatecznie do skutku nie doszły także trzy pozostałe spotkania: Niemiec z Litwą, Ukrainy z Niemcami (w obu wynik nierozstrzygnięty) oraz Polski z Ukrainą. Ten ostatni odwołano wobec pojawienia się zakażeń COVID-19 wśród polskich zawodników a następnie braku możliwości ustalenia nowego terminu przed startem  kolejnych rozgrywek. W konsekwencji w rywalizacji tej zwycięstwo przyznano drużynie gości.

## Tabela
|   | Drużyna    | Mecze | Wygrane | Remisy | Przegrane | Bilans punktów | Różnica | Punkty dodatkowe | Punkty |
| - | ---------- | ----- | ------- | ------ | --------- | -------------- | ------- | ---------------- | ------ |
| 1 | Holandia   | 5     | 4       | 0      | 1         | 144:38         | +106    | 3                | 21     |
| 2 | Szwajcaria | 5     | 2       | 1      | 2         | 93:52          | +41     | 2                | 14     |
| 3 | Ukraina    | 5     | 2       | 1      | 2         | 60:74          | −14     | 2                | 14     |
| 4 | Niemcy     | 5     | 1       | 2      | 2         | 62:85          | −23     | 0                | 8      |
| 5 | Litwa      | 5     | 1       | 1      | 3         | 61:103         | −42     | 1                | 7      |
| 6 | Polska     | 5     | 1       | 0      | 4         | 44:112         | −68     | 1                | 5      |

## Spotkania
| 26 października 201914:00 EEST (UTC+3) | Ukraina                                                  | 27:10(15:10) | Litwa                                  | Stadion Dynamo, Charków Widzów: 500 Sędzia: Federico Vedovelli |
| 26 października 201914:00 EEST (UTC+3) | Kosariew 12 (P 2pd K), Wertyłecki 10 (2P), Radczuk 5 (P) | 27:10(15:10) | Miežys 5 (P), D. Vilimavičius 5 (pd K) | Stadion Dynamo, Charków Widzów: 500 Sędzia: Federico Vedovelli |
| 26 października 201914:00 EEST (UTC+3) | Czerniaczenko                                            | 27:10(15:10) |                                        | Stadion Dynamo, Charków Widzów: 500 Sędzia: Federico Vedovelli |

| 2 listopada 201915:00 CET (UTC+1) | Polska                                  | 15:35(8:25) | Niemcy                                                               | Stadion Miejski, Łódź Widzów: 1500 Sędzia: Szota Tewadze |
| 2 listopada 201915:00 CET (UTC+1) | Buczek 5 (P), Cal 5 (P), Gdula 5 (pd K) | 15:35(8:25) | Klewinghaus 15 (3pd 3K), Lammers 10 (2P), Paine 5 (P), Rinklin 5 (P) | Stadion Miejski, Łódź Widzów: 1500 Sędzia: Szota Tewadze |
| 2 listopada 201915:00 CET (UTC+1) | Renc                                    | 15:35(8:25) |                                                                      | Stadion Miejski, Łódź Widzów: 1500 Sędzia: Szota Tewadze |

| 9 listopada 201915:00 CET (UTC+1) | Holandia                                                                                   | 64:8(24:8) | Ukraina                       | Nationaal Rugby Centrum, Amsterdam Sędzia: Jonathan Dufort |
| 9 listopada 201915:00 CET (UTC+1) | Gascoine 20 (4P), Weersma 19 (8pd K), Hop 10 (2P), Danen 5 (P), Koning 5 (P), Visser 5 (P) | 64:8(24:8) | Szakura 5 (P), Kosariew 3 (K) | Nationaal Rugby Centrum, Amsterdam Sędzia: Jonathan Dufort |

| 16 listopada 201914:00 EET (UTC+2) | Litwa                  | 9:40(9:19) | Szwajcaria                                                                                                  | Stadion Miejski, Szawle Widzów: 1000 Sędzia: Ross Mabon |
| 16 listopada 201914:00 EET (UTC+2) | D. Vilimavičius 9 (3K) | 9:40(9:19) | Perrod 13 (P 4pd), Heinrich 5 (P), Kavanagh 5 (P), O’Grady 5 (P), Wullschleger 5 (P), karne przyłożenie – 7 | Stadion Miejski, Szawle Widzów: 1000 Sędzia: Ross Mabon |
| 16 listopada 201914:00 EET (UTC+2) | Jonaitis · Taujanskas  | 9:40(9:19) | Lucon | Stadion Miejski, Szawle Widzów: 1000 Sędzia: Ross Mabon |

| 23 listopada 201915:30 CET (UTC+1) | Szwajcaria                                       | 20:23(13:6) | Polska                                | Stade Municipal, Yverdon-les-Bains Widzów: 1500 Sędzia: Robert O’Sullivan |
| 23 listopada 201915:30 CET (UTC+1) | Perrod 10 (2pd 2K), Delabays 5 (P), Malyon 5 (P) | 20:23(13:6) | J. Nowicki 18 (6K), Pogorzelski 5 (P) | Stade Municipal, Yverdon-les-Bains Widzów: 1500 Sędzia: Robert O’Sullivan |
| 23 listopada 201915:30 CET (UTC+1) | Vial                                             | 20:23(13:6) | Fidler                                | Stade Municipal, Yverdon-les-Bains Widzów: 1500 Sędzia: Robert O’Sullivan |

| 23 listopada 201914:30 CET (UTC+1) | Niemcy                       | 7:37(7:10) | Holandia                                                                | Fritz-Grunebaum-Sportpark, Heidelberg Widzów: 2731 Sędzia: Iñigo Atorrasagasti |
| 23 listopada 201914:30 CET (UTC+1) | Fairhurst 5 (P), Hohl 2 (pd) | 7:37(7:10) | Weersma 15 (3pd 3K), Hop 5 (P), Van Kampen 5 (P), karne przyłożenie – 7 | Fritz-Grunebaum-Sportpark, Heidelberg Widzów: 2731 Sędzia: Iñigo Atorrasagasti |
| 23 listopada 201914:30 CET (UTC+1) | Henn · Schäfer               | 7:37(7:10) |                                                                         | Fritz-Grunebaum-Sportpark, Heidelberg Widzów: 2731 Sędzia: Iñigo Atorrasagasti |

| 29 lutego 202015:00 CET (UTC+1) | Niemcy                                             | 20:33(20:16) | Szwajcaria                                                      | Fritz-Grunebaum-Sportpark, Heidelberg Widzów: 650 Sędzia: Saba Abulaszwili |
| 29 lutego 202015:00 CET (UTC+1) | Hohl 10 (2pd 2K), Schreieck 5 (P), Wakefield 5 (P) | 20:33(20:16) | Perrod 18 (3pd 4K), Mousties 5 (P), Peruisset 5 (P), Vial 5 (P) | Fritz-Grunebaum-Sportpark, Heidelberg Widzów: 650 Sędzia: Saba Abulaszwili |
| 29 lutego 202015:00 CET (UTC+1) | Schröder                                           | 20:33(20:16) |                                                                 | Fritz-Grunebaum-Sportpark, Heidelberg Widzów: 650 Sędzia: Saba Abulaszwili |

| 29 lutego 202015:00 CET (UTC+1) | Holandia                      | 7:6(0:6) | Polska       | Nationaal Rugby Centrum, Amsterdam Widzów: 2050 Sędzia: Killian O’Brian |
| 29 lutego 202015:00 CET (UTC+1) | Noorman 5 (P), Carroll 2 (pd) | 7:6(0:6) | Gdula 6 (2K) | Nationaal Rugby Centrum, Amsterdam Widzów: 2050 Sędzia: Killian O’Brian |

| 7 marca 202015:00 | Holandia                                                                               | 36:17(17:17) | Litwa                                                  | Nationaal Rugby Centrum, Amsterdam Widzów: 2000 Sędzia: João Costa |
| 7 marca 202015:00 | Gascoine 20 (4P), Van der Avoird 5 (P), Boelrijk 5 (P), Van Oord 4 (2pd), Schut 2 (pd) | 36:17(17:17) | Bagužis 10 (2P), Tamoliūnas 5 (P), Vilimavičius 2 (pd) | Nationaal Rugby Centrum, Amsterdam Widzów: 2000 Sędzia: João Costa |
| 7 marca 202015:00 | Urbonas                                                                                | 36:17(17:17) |                                                        | Nationaal Rugby Centrum, Amsterdam Widzów: 2000 Sędzia: João Costa |

| 14 marca 2020 | Szwajcaria | 0:0 (wo.) | Holandia | Stade des Cherpines, Plan-les-Ouates Sędzia: John Catteau |
| 14 marca 2020 |            | 0:0 (wo.) |          | Stade des Cherpines, Plan-les-Ouates Sędzia: John Catteau |

| 21 marca 2020 | Niemcy | 0:0 (wo.) | Litwa | Fritz-Grunebaum-Sportpark, Heidelberg Sędzia: Ethan Glass |
| 21 marca 2020 |        | 0:0 (wo.) |       | Fritz-Grunebaum-Sportpark, Heidelberg Sędzia: Ethan Glass |

| 18 kwietnia 2020 | Litwa | 25:0 (wo.) | Polska | Sędzia: Matěj Rázga |
| 18 kwietnia 2020 |       | 25:0 (wo.) |        | Sędzia: Matěj Rázga |

| 25 kwietnia 2020 | Polska | 0:25 (wo.) | Ukraina | Stadion ROSRRiT, Siedlce Sędzia: Aleksiej Lebiediew |
| 25 kwietnia 2020 |        | 0:25 (wo.) |         | Stadion ROSRRiT, Siedlce Sędzia: Aleksiej Lebiediew |

| 2 maja 2020 | Ukraina | 0:0 (wo.) | Szwajcaria | Stadion Junist´, Lwów Sędzia: Anthony Lac |
| 2 maja 2020 |         | 0:0 (wo.) |            | Stadion Junist´, Lwów Sędzia: Anthony Lac |

| 17 maja 2020 | Ukraina | 0:0 (wo.) | Niemcy | Stadion Spartak, Odessa Sędzia: Alexandru Ionescu |
| 17 maja 2020 |         | 0:0 (wo.) |        | Stadion Spartak, Odessa Sędzia: Alexandru Ionescu |